# Alf Haugland
Alf Haugland (1. januar 1924 – 12. juli 2012) var en norsk digter fra Lunde i Telemark.